# Тектонічні цикли
Тектонічні цикли (рос. тектонические циклы, англ. tectonic cycle, нім. tektonische Zyklen m pl) – інтервали в історії великих тектонічних структур, протягом яких повторюється із деякими змінами поступально спрямований розвиток тектоносфери. Повний Т.ц. складається з геосинклінальної, ороґенної та платформної стадій. Рубежі між геосинклінальною та ороґенною стадіями тектонічних циклів пов’язані з загальнопланетарною складчастістю. 
Найяскравіше Т.ц. проявляються в геосинкліналях, де цикл починається зануреннями земної кори, накопиченням потужних товщ осадів, підводним вулканізмом. Далі виникають острівні дуги, починаються складчасто-насувні деформації, формування гірських споруд, оточених і розділених крайовими та міжгірськими прогинами, які заповнюються моласами. Цей процес супроводжується регіональним метаморфізмом, ґранітотворенням, наземними вулканічними виливами. На платформах континентальні умови змінюються трансгресією моря, а потім знову регресією і встановленням континентального режиму з утворенням кір вивітрювання. Середня тривалість Т.ц. у фанерозої – 150-180 млн.р. 
У Т.ц. виділяють три етапи розвитку – опускання, інверсію та гороутворення. Починаючи з протерозою відомі карельський, байкальський, каледонський, герцинський, кімерійський та альпійський Т.ц. Структурно-речовинні комплекси названих циклів в Україні поширені у Криворізько-Кремечуцькій тектонічній зоні (кареліди), фундаменті Скіфської плити, Мармароському масиві (байкаліди), Рава-Руській зоні (каледоніди), Донецькій складчастій споруді (герциніди), Криму гірського складчасто-бриловій споруді та Карпатській покривно-складчастій споруді (кімеріди-альпіди). Більша частина Українського щита складена комплексами архейського циклу. 